# Insiticia roseoflava
Insiticia roseoflava är en svampart som först beskrevs av G. Stev., och fick sitt nu gällande namn av E. Horak 1971. Insiticia roseoflava ingår i släktet Insiticia och familjen Mycenaceae.   Inga underarter finns listade i Catalogue of Life.